# ビル・ビーチ
ビル・ビーチ（Bill Beach、1953年3月14日 - ）は、アメリカ合衆国出身のジャズ・ミュージシャン、ピアノ奏者、ボーカリスト、ソングライター。1980年代よりアメリカ・オレゴン州ポートランドで活躍している。洗練されたピアノ演奏と温かくしなやかな歌唱でジャズとボサノヴァを幅広く演奏している。

## バイオグラフィ
1953年、アメリカ・オレゴン州コーバリス生まれ。7歳からクラシック・ピアノを習い始める。早くからジャズに傾倒し、デイヴ・ブルーベック、ビル・エヴァンスなどから多大な影響を受ける。青年期に聴いたアントニオ・カルロス・ジョビンやセルジオ・メンデスに加え、2003年からジョアン・ジルベルト、ヴィニシウス・ヂ・モライス、カルロス・リラ、ジョアン・ドナート、ミルトン・ナシメントなどのボサノヴァを研究し始める。20代でプロ活動を開始後、ジャズ界で著名なマーク・マーフィー、ジョー・ヘンダーソン、ボビー・ハッチャーソン、エディ・ハリス、ナット・アダレイ、ジミー・コブ、チャーリー・ラウズらと共演する。2002年に演奏活動のため来日、2007年からポルトガル語で作曲を開始する。ビーチの作品は、ボサノヴァのスタンダードおよび自作インストゥルメンタルを収録する『Letting Go』と、全曲オリジナルで構成された、軽快かつフレッシュで魅惑的と評される『Brasil Beat』（ともにAxial Records）に集約される。現在、ポートランドにおいて、自らの率いるバンドBrasil Beat（ピアノ、ボーカル、ベース、ドラム編成）の演奏活動と同時に、地元アーティストとの共演を続けている。

## ディスコグラフィ

### アルバム
- Letting Go (2004年)
- Brasil Beat (2010年)
- Búzios (2011年)